# BFC外滩金融中心
BFC外滩金融中心是位于中华人民共和国上海市黄浦区十六铺的一座商業綜合體。

## 历史
由复星集團投資建設，BFC外滩金融中心总建筑面积约为42萬平方米，高度為180米，內設办公楼、购物中心、复星艺术中心、酒店等場所。BFC外滩金融中心所在的地塊於2010年2月以922亿元人民币成交，成为當時上海最贵的政府出让土地。BFC外滩金融中心於2019年12月12日正式開業。